# Astragalus mossulensis
Astragalus mossulensis är en ärtväxtart som beskrevs av Aleksandr Andrejevitj Bunge. Astragalus mossulensis ingår i släktet vedlar, och familjen ärtväxter. Inga underarter finns listade i Catalogue of Life.